# Disputa de l'Egeu

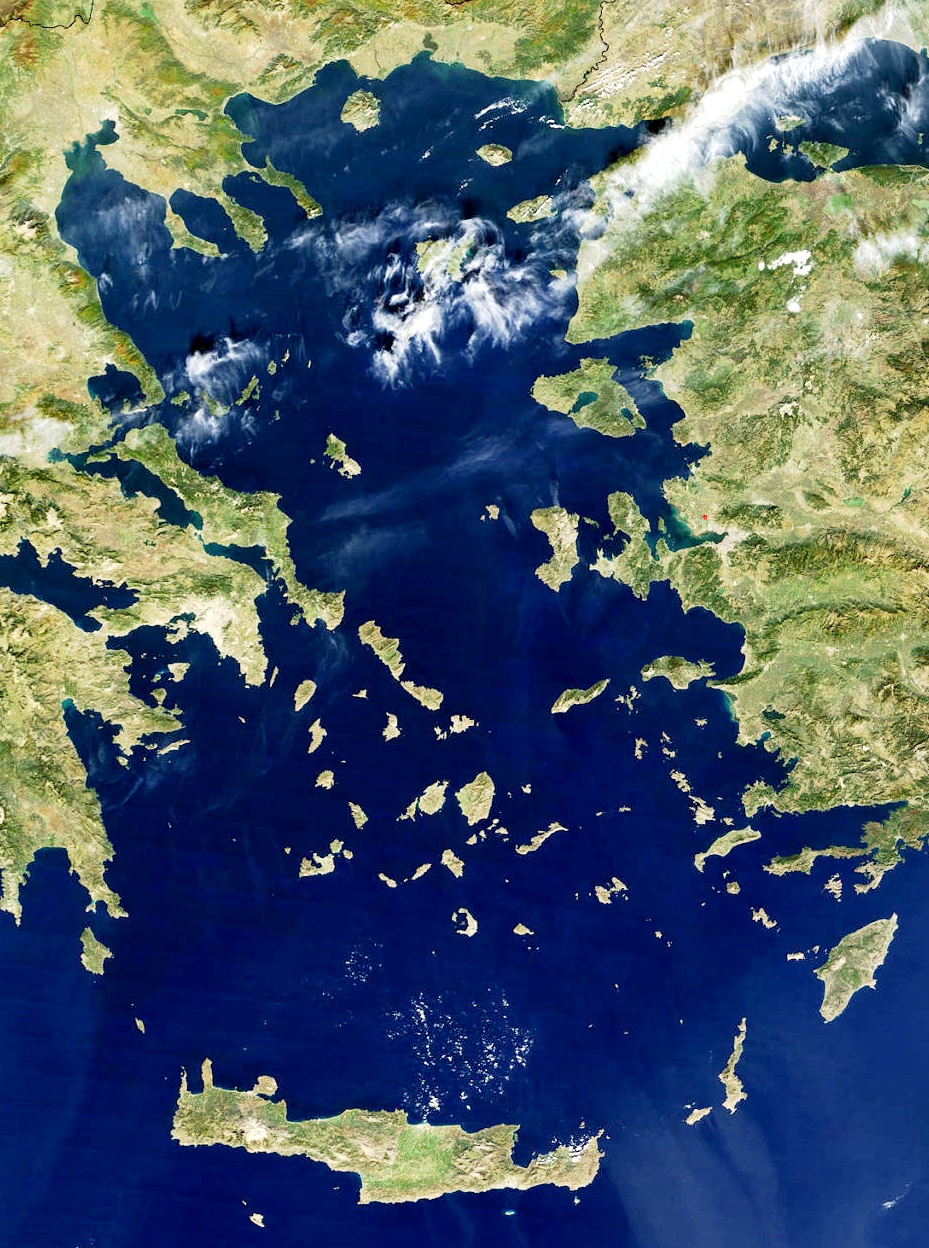
Imatge de satèl·lit de la mar Egea

Mapa del mar de l'Egeu

6 milles nàutiques (nmi): aigües territorials i espai aeri actuals reconeguts per Turquia

10 nmi: l'actual espai aeri nacional, tal com el reclama Grècia

12 nmi: límit superior de les aigües territorials i de l'espai aeri nacional definit com un dret legal per la CNUDM, possibles reclamacions futures de Grècia i Turquia

La disputa de l'Egeu és un conjunt de controvèrsies interrelacionades entre Grècia i Turquia sobre la sobirania i els drets connexos a la regió de la mar Egea (o Egeu). Aquest conjunt de conflictes afectà fortament les relacions grecoturques des del decenni de 1970, i ha estat a punt d'esclatar-hi una guerra oberta en dues ocasions: el 1987 i a principis del 1996. Els problemes a l'Egeu es divideixen en aquestes categories:
- La delimitació de les aigües territorials,
- La delimitació de l'espai aeri nacional,
- La delimitació de les zones econòmiques exclusives i l'ús de la plataforma continental,
- El paper de les regions d'informació de vol (FIR) per al control de l'activitat dels vols militars,
- La qüestió de l'estatus de desmilitarització assignat a algunes de les illes gregues de la regió,
- Les reivindicacions turques de "zones grises" de sobirania indeterminada sobre una sèrie d'illots, en particular els illots d'Imia/Kardak.

Un dels aspectes de la controvèrsia són les diferents interpretacions del dret marítim. Mentre que Turquia no ha signat la Convenció sobre la Plataforma Continental ni la seva successora, la Convenció de les Nacions Unides sobre el Dret de la Mar, Grècia n'ha signat les dues. Per tant, això significa que Turquia no reconeix pas una plataforma continental legal ni una zona econòmica exclusiva al voltant de les illes gregues.
Entre 1998 i principis del decenni del 2010, els dos estats van reduir les tensions entre si mitjançant una sèrie de mesures diplomàtiques, en particular amb la intenció de facilitar l'adhesió de Turquia a la Unió Europea. No obstant això, les diferències sobre les vies diplomàtiques adequades per a arribar a una solució definitiva continuen sense resoldre's, i a partir del 2020, les tensions no sols van persistir sinó que en van augmentar.

## Zones d'influència marítima i aèria
Diverses de les qüestions de l'Egeu es refereixen a la delimitació de les zones d'influència de tots dos estats en l'aire i en la mar al voltant dels seus respectius territoris. Aquestes qüestions deuen la seva virulència a la peculiaritat geogràfica de la mar Egea i els seus territoris. Mentre que les costes continentals de Grècia i Turquia que voregen la mar Egea a banda i banda representen aproximadament parts iguals de la costa total, un aclaparador nombre d'illes de l'Egeu pertanyen a Grècia. En particular, hi ha una cadena d'illes gregues alineades al llarg de la costa occidental turca (Lesbos, Quios, Samos i les illes del Dodecanès), algunes d'elles molt pròximes al continent. La seva existència impedeix que Turquia estengui qualsevol de les seves zones d'influència més enllà d'unes poques milles nàutiques de la seva costa. Atès que l'amplitud de les zones d'influència marítima i terrestre, com les aigües territorials i l'espai aeri nacional, es mesura des del territori més pròxim de l'estat en qüestió, incloses les seves illes, tota possible extensió d'aquestes zones beneficiaria necessàriament molt més Grècia que no pas a Turquia.
Segons la percepció popular d'aquestes qüestions en els dos estats, a Turquia preocupa que Grècia pugui estar tractant d'ampliar les seves zones d'influència fins a tal punt que converteixi l'Egeu efectivament en un "llac grec". Per contra, a Grècia preocupa que Turquia pugui intentar "ocupar la meitat de l'Egeu", és a dir, establir zones d'influència turca cap al centre de l'Egeu, més enllà de la cadena d'illes gregues perifèriques, convertint-les en una espècie d'enclavament envoltat d'aigües turques i aïllant-les així del seu país.

### Aigües territorials
Les aigües territorials atorguen a l'estat costaner el control total de la navegació aèria en l'espai aeri superior i el control parcial de la navegació, encara que normalment es garanteix el pas innocent pels vaixells estrangers (tant civils com militars). L'amplària estàndard de les aigües territorials a les quals els estats tenen dret habitualment, s'ha anat augmentant al llarg del segle XX: de les 3 milles nàutiques inicials (5,6 km) a principis de segle, a les 6 milles nàutiques (11 km) fins a les 12 milles nàutiques actuals (22 km). El valor actual ha estat consagrat en el dret dels tractats per la Convenció de les Nacions Unides sobre el Dret de la Mar del 1982, concretament en l'article 3. A l'Egeu, les aigües territorials reclamades per totes dues parts continuen estant a 6 milles. La possibilitat d'una ampliació a 12 milles ha alimentat les preocupacions de Turquia per un possible augment desproporcionat de l'espai controlat per Grècia. Turquia s'ha negat a ser membre de la Convenció i no es considera obligada per ella. Turquia considera la convenció com res inter alios acta, és a dir, un tractat que només pot ser vinculant per a les parts signants però no per als altres. Grècia, que és part en la convenció, ha declarat que es reserva el dret a aplicar aquesta norma i a ampliar les seves aigües a 12 milles en algun moment futur, tot i que no hagi intentat fer-ho mai. Sosté que la regla de les 12 milles no és sols un dret de tractat sinó també un dret consuetudinari, segons l'ampli consens establert entre la comunitat internacional. En contra d'això, Turquia sosté que les especials propietats geogràfiques de la mar Egea fan que l'aplicació estricta de la regla de les 12 milles sigui en aquest cas il·lícita per raons d'equitat. La mateixa Turquia ha aplicat el límit habitual de 12 milles a les seves costes fora de l'Egeu.
Les tensions sobre la qüestió de les 12 milles foren molt majors entre els dos estats a principis de la dècada del 1990, quan el 31 de maig del 1995 el Parlament grec rectificà la Convenció de les Nacions Unides sobre el Dret de la Mar. Poc després, el 9 de juny del 1995, el Parlament turc declarà oficialment que l'acció unilateral de Grècia constituiria un casus belli, és a dir, un motiu per a anar a la guerra. Aquesta declaració ha estat condemnada per Grècia com una violació de l'article 2.4 de la Carta de les Nacions Unides, que prohibeix "l'amenaça o l'ús de la força contra la integritat territorial o la independència política de qualsevol estat".

### Espai aeri nacional
L'espai aeri nacional es defineix normalment com l'espai aeri que abasta el territori terrestre d'un estat i les seves aigües territorials adjacents. L'espai aeri nacional dona a l'estat sobirà un gran control sobre el trànsit aeri estranger. Si bé normalment es permet el pas de l'aviació civil en virtut dels tractats internacionals, les aeronaus militars estrangeres i altres aeronaus estatals (a diferència de les embarcacions militars en aigües territorials) no tenen dret al lliure pas per l'espai aeri nacional d'un altre estat. La delimitació de l'espai aeri nacional reivindicada per Grècia és única, ja que no coincideix amb el límit de les aigües territorials. Grècia reivindica 10 milles nàutiques (19 km) d'espai aeri, enfront de les 6 milles actuals d'aigües territorials. Des del 1974, Turquia s'ha negat a reconèixer la validesa del límit exterior de 4 milles d'espai aeri que s'estén més enllà de les aigües territorials gregues. Turquia cita els estatuts de l'Organització d'Aviació Civil Internacional (OACI) del 1948, que contenen una definició vinculant que totes dues zones han de coincidir. En contra d'això, Grècia argumenta que:
- la seva reivindicació de 10 milles nàutiques (19 km) és anterior a l'estatut de l'OACI, ja que va ser fixat el 1931, i que fou reconegut per tots els seus veïns, inclosa Turquia, abans i després del 1948, per la qual cosa constitueix un dret establert;[5]
- la seva reivindicació de les 10 milles també pot interpretar-se com un ús parcial i selectiu dels drets molt més amplis garantits per la Convenció, concretament, el dret a una zona de 12 milles tant en l'aire com en l'aigua;
- Les aigües territorials gregues estan fixades en el límit de les 6 milles només pel casus belli de Turquia.

El conflicte sobre les activitats de vol militar ha donat lloc a una pràctica de contínues provocacions militars tàctiques, amb avions turcs volant per la zona exterior de 4 milles de l'espai aeri disputat i avions grecs interceptant-los. Aquests enfrontaments sovint condueixen a les anomenades "baralles de gossos", perilloses maniobres de vol que han acabat repetidament en baixes en tots dos costats. En un incident del 1996, s'al·legà que un avió turc fou derrocat accidentalment per un de grec.

### Plataforma continental
En el context de la controvèrsia de l'Egeu, el terme plataforma continental es refereix al dret exclusiu d'un estat costaner a l'explotació econòmica dels recursos del fons de la mar i del seu subsol, per exemple l'extracció de petroli, en una zona adjacent a les seves aigües territorials, i que s'estén fins a l'alta mar. L'amplitud de la plataforma continental es defineix comunament, segons el dret internacional, com no superior a 200 milles nàutiques (370,4 km). Quan els territoris de dos estats es troben més a prop un de l'altre que el doble d'aquesta distància, la divisió es fa per la línia mitjana. El concepte de plataforma continental està estretament relacionat amb el de zona econòmica exclusiva, que es refereix al control d'un estat costaner sobre la pesca i drets similars. Tots dos conceptes es van desenvolupar en el dret internacional des de mitjan segle xx i es van codificar en la Convenció de les Nacions Unides sobre el Dret de la Mar el 1982.
La controvèrsia entre Turquia i Grècia se centra en fins a quin punt han de tenir-se en compte les illes gregues enfront de la costa turca per a determinar les zones econòmiques gregues i turques. Turquia sosté que la noció de "plataforma continental", per la seva pròpia definició, implica que les distàncies han de mesurar-se des del continent, al·legant que el llit marí de l'Egeu és geogràficament una prolongació natural de la massa terrestre d'Anatòlia. Això significaria per a Turquia tenir dret a zones econòmiques fins a la línia mitjana de l'Egeu (deixant fora, per descomptat, les aigües territorials al voltant de les illes gregues en la seva meitat oriental, que romandrien com a enclavaments grecs). Grècia, d'altra banda, afirma que totes les illes han de ser tingudes en compte en igualtat de condicions. Això significaria que Grècia obtindria els drets econòmics de gairebé tot l'Egeu.
En aquesta matèria, Grècia té a favor seu el Dret de la Mar de les Nacions Unides, encara que la Convenció limita l'aplicació d'aquesta regla a les illes d'una grandària notable, i no als petits illots i roques inhabitables. La delimitació precisa de les zones econòmiques és l'única de totes les qüestions de l'Egeu en què Grècia ha reconegut oficialment que Turquia té interessos legítims que podrien requerir algun procés internacional d'arbitratge o compromís entre totes dues parts.
Les tensions sobre la plataforma continental van ser particularment altes a mitjan decenni del 1970 i novament a fins del decenni del 1980, quan es va creure que la mar Egea podria contenir abundants reserves de petroli. En aquesta època, Turquia realitzà missions de recerca oceanogràfica exploratòria en parts de la zona en disputa. Aquestes van ser percebudes com una perillosa provocació per part de Grècia, la qual cosa donà lloc a una acumulació d'amenaces militars mútues el 1976 i novament el 1987.

### Reclamacions turques de la "Pàtria Blava"
El 2 de setembre de 2019, el president de Turquia, Recep Tayyip Erdoğan, va aparèixer en una fotografia amb un mapa que mostrava gairebé la meitat de la mar Egea i una zona fins a la costa oriental de Creta com a pertanyent a Turquia. El mapa s'exhibí durant una cerimònia oficial en la Universitat de Defensa Nacional d'Istanbul i mostra una zona etiquetada com "la pàtria blava de Turquia", que s'estén fins a la línia mitjana de l'Egeu i que tanca les illes gregues en aquesta part de l'Egeu sense cap indicació de les aigües territorials gregues al seu voltant. La part grega expressà el seu pesar, i el ministre d'Afers Exteriors de Grècia, Nikos Dendias, declarà que les tàctiques de Turquia són "campanyes de comunicació que no poden canviar la legitimitat internacional sinó que simplement consoliden la imatge de Turquia com a transgressora".

#### Presentació de reclamacions en l'ONU
El 13 de novembre del 2019, Turquia presentà a les Nacions Unides una sèrie de reclamacions de zones econòmiques exclusives de la Mediterrània oriental que estan en conflicte amb les reclamacions gregues de les mateixes zones, inclosa una zona marítima que s'estén a l'oest de l'illa de Rodes, situada al sud-est de l'Egeu, i al sud de Creta. Les reivindicacions turques es van formular en una carta oficial del representant permanent de Turquia davant les Nacions Unides, Feridun Sinirlioglu, en la qual es reflecteix la noció d'Ankara d'una "pàtria blava" (en turc: Mavi Vatan). Grècia condemnà aquestes afirmacions per ser jurídicament infundades, incorrectes i arbitràries, i per constituir una violació manifesta de la sobirania de Grècia.

#### Posició de Turquia
Turquia sosté l'opinió, a diferència de la majoria dels altres estats importants, que cap illa no pot tenir una Zona Econòmica Exclusiva (ZEE) completa i només hauria de tenir dret a una ZEE reduïda de 12 milles nàutiques o cap ZEE en absolut, en lloc de les 200 milles habituals a les quals Turquia i tots els altres països tenen dret. En aquest context, Turquia, per primera vegada el dia 1 de desembre del 2019, afirmà que l'illa grega de Castellroig no hauria de tenir cap ZEE, perquè, des del punt de vista turc basat en l'equitat, és una petita illa situada immediatament a l'altre costat de la terra ferma turca (que, segons Turquia, té la costa més llarga), i no se suposa que generi una zona de jurisdicció marítima quatre mil vegades major que la seva pròpia superfície. A més, segons el Ministeri d'Afers Exteriors de Turquia, una ZEE ha de ser coextensiva amb la plataforma continental, sobre la base de les longituds relatives de les costes adjacents i descrigué que qualsevol opinió contrària que donés suport al dret de les illes a la seva ZEE serien "reivindicacions maximalistes i intransigents dels grecs i els grecoxipriotes". El 20 de gener del 2020, el president turc Erdogan impugnà fins i tot els drets de Creta, l'illa més gran de Grècia i la cinquena més gran del Mediterrani, afirmant que "es parla d'una plataforma continental al voltant de Creta. No hi ha plataforma continental al voltant de les illes, no existeix tal cosa, allí, només són aigües sobiranes".
No obstant això, l'opinió de Turquia és una interpretació "única" que no comparteix pas cap altre país i que no s'ajusta al tractat de la Convenció de les Nacions Unides sobre el Dret de la Mar (UNCLOS), ratificat per 167 estats però no per Turquia. Turquia s'ha negat a ratificar la Convenció de les Nacions Unides sobre el Dret de la Mar i sosté que no està obligada per les seves disposicions que concedeixen a les illes zones marítimes. La Convenció de les Nacions Unides sobre el Dret de la Mar, i en particular l'article 121, estableix clarament que les illes poden tenir zones econòmiques exclusives i una plataforma continental com qualsevol altre territori terrestre. Els ambaixadors dels Estats Units i Rússia a Atenes, Geoffrey Pyatt i Andrey Maslov, respectivament, en comentar l'opinió de Turquia, van declarar que totes les illes tenen els mateixos drets a la ZEE i la plataforma continental que les terres continentals. El llavors secretari d'Estat Adjunt dels Estats Units per a Afers Europeus i Eurasiàtics, Aaron Wess Mitchell, criticà el punt de vista turc, en afirmar que "és una minoria d'un enfront de la resta del món".

### Acord marítim Turquia-GNA
El 28 de novembre de 2019, el president Erdoğan signà un controvertit Memoràndum d'Entesa a Istanbul amb el primer ministre del Govern de l'Acord Nacional de Líbia, amb seu a Trípoli, Fayez al-Sarraj, per a demarcar les zones marítimes de la Mediterrània oriental en una zona entre Turquia i Líbia, que sembla que "esborri [l'illa grega de] Creta del mapa per complet", en paraules de Keith Johnson, de Foreign Policy.
Aquest acord fou condemnat per Grècia i la comunitat internacional, inclòs el govern rival amb seu a Tobruk, dirigit per la Cambra de Representants de Líbia i Khalifa Haftar, la Unió Europea, els Estats Units, Rússia, Egipte, Xipre, Malta, França, Alemanya, Itàlia, Sèrbia, Israel-Palestina, Síria, Bahrain, Aràbia Saudita i la Lliga Àrab, com una violació del Dret Internacional de la Mar i de l'article 8 de l'Acord Skhirat, que prohibeix al primer ministre libi concertar únicament acords internacionals sense el consentiment de tots els membres del gabinet. En conseqüència, la Cambra de Representants de Líbia intentà suspendre l'Acord General sobre la Mar de la Lliga Àrab, però no va tenir èxit. Els Estats Units van queixar-se que era una "provocació" i una amenaça per a l'estabilitat de la regió. El ministre d'Afers Exteriors interí, Katz, també rebutjà frontalment l'acord sobre la frontera marítima entre Ankara i Trípoli, i afirmà que l'acord era "il·legal" segons la posició oficial d'Israel-Palestina, al mateix temps assenyalant que aquest no vol un conflicte amb Turquia.

#### Futurs avanços
En resposta a aquests esdeveniments, l'ambaixador de la GNA a Grècia, Mohamed Younis Menfi, fou convocat al Ministeri d'Afers Exteriors de Grècia a Atenes, i se li donà un ultimàtum de set dies perquè revelés fins al 5 de desembre l'acord que el seu país havia signat amb Turquia sobre les fronteres marítimes, o seria considerat persona non grata i seria expulsat de Grècia. Les autoritats de la Unió Europea també van instar que es revelessin els detalls de l'acord. Així mateix, el primer ministre grec Kyriakos Mitsotakis es reuní amb el president turc al marge de la cimera de Londres de 2019 per a parlar d'això. El ministre d'Afers Exteriors de Grècia Dendias revelà que, a principis d'any, al setembre, el seu homòleg del GNA, el ministre d'Afers Exteriors Mohamed Taher Siala, havia assegurat a la part grega que Líbia mai no signaria cap acord il·legal amb Turquia que violés els drets sobirans de Grècia. El 6 de desembre, l'ambaixador del GNA a Atenes fou expulsat de Grècia, la qual cosa provocà fortes reaccions tant per part del GNA com de Turquia. A més, el president del Parlament libi amb seu a Tobruk, Agila Saleh Issa Gwaider, que condemnà i s'oposà a l'acord entre el GNA i Turquia, fou convidat a Atenes pel president del Parlament grec, Konstantinos Tasoulas, per a mantenir converses.
Ankara demanà l'acord sobre les fronteres marítimes al Govern de l'Acord Nacional (GNA) en la Guerra civil líbia, a canvi del suport de llarg termini de Turquia contra el seu principal rival, la Cambra de Representants amb seu a Tobruk.
Es creu que el president de Turquia, Recep Tayyip Erdogan, està explotant la feblesa del GNA encapçalat per Fayez al-Sarraj per a obligar-lo a signar acords "il·legals" que constitueixen una greu violació de les lleis internacionals tot fent cas omís dels drets legítims d'altres països de la Mediterrània oriental. Mitjançant aquestes explotacions, Turquia està tractant de consolidar el seu poder regional i el seu control de la Mediterrània, a costa dels drets de les altres nacions mediterrànies i soscavant els esforços de pacificació per a resoldre la Guerra civil líbia i frenar l'afluència d'emigrants a Europa.
El 4 de desembre del 2019, el ministre d'Energia i Recursos Naturals de Turquia, Fatih Dönmez, anuncià les intencions de Turquia de començar a concedir llicències per perforar gas natural en aigües gregues que Ankara havia reivindicat amb l'acord Turquia-GNA, una vegada aprovat pels parlaments de tots dos estats. Aquest mateix dia, el president turc Erdogan declarà que estava "disposat" a iniciar negociacions amb Atenes per a la delimitació de les fronteres marítimes entre Turquia i Grècia, a condició que les negociacions es basessin en la peculiar percepció de Turquia, que està despullant les illes gregues dels seus drets sobirans i violant el tractat de la Convenció de les Nacions Unides sobre el Dret de la Mar. Les intencions de realitzar perforacions en aigües gregues, van ser confirmades pel president Erdogan en una emissió pública del mapa de Mavi Vatan i l'acord Turquia-GNA. El 5 de desembre de 2019, el Parlament turc ratificà el polèmic acord entre el GNA i Turquia sobre les fronteres marítimes, que tenia el ferm suport de quatre dels cinc principals partits polítics de Turquia, amb l'excepció del partit prokurd, el Partit Democràtic del Poble (HDP). No obstant això, el Parlament libi bloquejà la ratificació i rebutjà l'acord per unanimitat, i el president del Parlament, Aguila Saleh Issa, envià una carta a les Nacions Unides declarant-lo nul i sense valor. Malgrat que la ratificació del Parlament libi fracassà, GNA diposità l'acord marítim en les Nacions Unides el 27 de desembre, i Turquia ho feu el 2 de març de l'any següent. El 14 de juliol del 2020, se sabé que cinc països havien enviat una nota verbal conjunta a la Secretaria de les Nacions Unides demanant que l'acord no es registrés ni acceptés, tot assenyalant que, segons els procediments de les Nacions Unides, la seva ratificació pel Parlament libi era un requisit previ.
Els experts temen una desestabilització de la Mediterrària oriental i de l'OTAN a causa dels moviments agressius de Turquia i al fet que s'aproximi un conflicte armat entre Turquia i Grècia. El 9 de desembre, els vaixells de l'Armada líbia sota el control de l'Exèrcit Nacional Libi van anunciar que havien rebut el mandat d'enfonsar qualsevol vaixell de recerca o de perforació turc que pogués intentar realitzar recerques al sud de Creta, com a part de l'acord Turquia-GNA. Com a reacció, França assenyalà la seva intenció d'enviar fragates i vaixells francesos al sud de Creta, en coordinació amb Atenes, i Itàlia envià la fragata italiana Martinengo per a vigilar, patrullar i salvaguardar la mar al voltant de Xipre, que és reclamada per Turquia.
Al juliol de 2020, França i Àustria demanaren sancions contra Turquia, com la de posar fi a les converses per a l'adhesió de Turquia a la UE. En aquest mateix context, el Consell de Política Exterior de la UE acordà un marc de sancions en cas que Turquia intenti violar els drets sobirans de Grècia. El ministre d'Afers Exteriors grec Dendias expressà la disposició del seu país a activar la Clàusula de Defensa Mútua (article 42) del Tractat de Lisboa de la UE per a l'assistència militar.
El 30 de maig del 2020, la Corporació Petroliera Turca sol·licità al Ministeri d'Energia de Turquia permisos d'exploració en la plataforma continental grega, a només 6 milles de Creta, Kàrpathos i Rodes. Les sol·licituds de la TPAO es van publicar en el Butlletí Oficial de la República de Turquia, amb un mapa que mostra els 24 blocs que Ankara ha demarcat des de les costes de Turquia fins al punt en què les seves suposades fronteres marítimes s'uneixen a les de Líbia, segons l'acord marítim Turquia-GNA. Això provocà fortes reaccions tant a Grècia com a l'estranger, ja que l'Ambaixador de Turquia a Atenes, Burak Özügergin, fou convocat davant el Ministeri d'Afers Exteriors de Grècia, i l'alt representant de la Unió Europea per a Afers exteriors advertí a Ankara que les bones relacions entre la Unió Europea i Turquia "dependran fonamentalment del respecte de la sobirania de Xipre i Grècia sobre les aigües disputades". D'altra banda, els Estats Units van criticar Turquia, i el secretari d'Estat Adjunt de Recursos Energètics dels Estats Units, Francis R. Fannon, declarà, durant una conferència quadrilateral organitzada per la Cambra de Comerç Americana i Hel·lènica i el Consell de l'Atlàntic amb la participació dels Estats Units, Grècia, Israel-Palestina i Xipre, que aquestes "accions de provocació" han de cessar i que l'acord Turquia-ANG "no pot, com a qüestió jurídica, afectar els drets o obligacions de tercers estats" com Grècia.
Acord sobre la ZEE entre Grècia i Itàlia
El 9 de juny, i en resposta als moviments de Turquia a la regió, Grècia i Itàlia van signar mitjançant els seus ministres d'Afers Exteriors Nikos Dendias i Luigi Di Maio un acord "històric" per a la demarcació de la ZEE entre els dos estats. L'acord confirma els plens drets de les illes a la seva plataforma continental i a la seva ZEE, de conformitat amb la Convenció de les Nacions Unides sobre el Dret de la Mar. Utilitza la línia mitjana que s'emprà per a l'acord de demarcació de la plataforma continental entre Itàlia i Grècia del 1977 com a base de la frontera de la ZEE. En els ajustos menors mútuament acordats, part de la ZEE de les petites illes gregues de Strofades, Othoni i Mathraki s'intercanvià per una zona igual en un altre lloc (és a dir, part de la ZEE de la Calàbria italiana). Segons Dendias, això crea un precedent legal extremament favorable per a Grècia en la seva disputa amb Turquia. Els Estats Units, la Cambra de Representants de Líbia i el LNA, encapçalats per Halifa Haftar, van acollir amb beneplàcit l'acord sobre la ZEE entre Grècia i Itàlia, i els Estats Units el va qualificar d'"exemplar" i d'"exemple de com han de fer-se aquestes coses [a la regió]", al mateix temps que reiterà la seva oposició a l'acord sobre la ZEE entre Turquia i el GNA. Després de l'acord, la Cambra de Representants líbia envià una invitació oficial al Parlament hel·lènic perquè s'aconseguís un acord similar de ZEE entre Líbia i Grècia també, amb converses que van començar l'1 de juliol. Dendias declarà que les converses entre Líbia i Grècia "no estan dins de l'arbitrarietat que constitueix l'anomenat memoràndum Sarraj-Turquia", sinó en el marc de la Convenció de les Nacions Unides sobre el Dret de la Mar i com a continuació de les converses de 2010 entre tots dos estats. En aquest context, hi ha un comitè d'experts dirigit pel president del Parlament libi, Aguila Saleh. El LNA publicà un mapa amb les fronteres proposades de la ZEE entre Líbia i Grècia, en el qual Líbia reconeix plenament els drets de les illes gregues a la seva plataforma continental i a la seva ZEE. A més, el 18 de juny, una delegació d'alt nivell de Grècia visità Egipte per a negociar i signar un acord que demarca també la ZEE egipci-grega.
Al juliol de 2020, França i Àustria demanaren sancions contra Turquia.
El 21 de juliol, Turquia anuncià plans per a dur a terme un estudi sísmic al sud i a l'est de l'illa grega de Castellroig amb el vaixell de recerca Oruç Reis, i per a això va emetre un Navtex que cobria parts de les aigües gregues, egípcies i xipriotes, la qual cosa provocà fortes reaccions tant a Grècia com a l'estranger. L'ambaixada grega a Ankara envià una queixa al Ministeri d'Afers Exteriors de Turquia, Egipte considera que la mesura és una invasió de les seves aigües i el ministre d'Afers Exteriors d'Alemanya, Heiko Maas, advertí a Turquia amb conseqüències. Turquia envià forces navals a la regió al voltant de Castellroig, i els avions armats turcs van dur a terme vols baixos provocant "lluites de gossos" amb els seus homòlegs grecs sobre l'illa, la qual cosa feu que els turistes l'evacuessin, i que les forces armades gregues es posessin en alerta màxima. L'ambaixador turc a Berlín, Ali Kemal Aydın, fou convocat al Ministeri d'Afers Exteriors d'Alemanya i la cancellera alemanya Angela Merkel va mantenir trucades telefòniques amb el primer ministre grec Kyriakos Mitsotakis i el president turc Tayip Erdogan en un intent d'alleujar la situació. Segons el diari sensacionalista alemany Bild, fou la intervenció d'última hora de Merkel la que evità una crisi entre Grècia i Turquia. Això fou confirmat més tard per la ministra de Defensa alemanya, Annegret Kramp-Karrenbauer.
Juntament amb Alemanya, França, l'estat espanyol i els Estats Units van fer costat a Grècia, amb el president francès Emmanuel Macron demanant sancions contra Turquia per la violació de la sobirania de Grècia, l'enviat dels Estats Units a Atenes reconeixent els drets "exactament iguals" de Castellroig a la ZEE i la plataforma continental com a terres continentals, i el Departament d'Estat instant Turquia a detenir els seus plans d'estudis en la zona al voltant de l'illa. Com a resultat, Turquia anuncià la suspensió de les exploracions de petroli i gas a l'entorn de Castellroig.
Acord sobre la ZEE entre Grècia i Egipte
Dies després, el 6 d'agost, els ministres d'Afers Exteriors d'Egipte i Grècia, Sameh Shoukry i Nikos Dendias respectivament, van signar un acord marítim que demarcava parcialment les ZEE entre tots dos estats, de conformitat amb la Convenció de les Nacions Unides sobre el Dret de la Mar, que reconeix el dret de les illes a la seva plataforma continental i a la seva ZEE. Segons la part grega, l'acord egipcigrec anul·la en la pràctica el memoràndum turc-GNA. Turquia considera que l'acord és "nul i sense valor", al·legant que "no existeix una frontera marítima mútua entre Egipte i Grècia". De la mateixa manera, el govern del GNA amb seu a Trípoli, dirigit per Al-Sarraj, el condemnà com una "violació dels drets marítims de Líbia". D'altra banda, el govern del LNA amb seu a Tobruk, dirigit per Haftar, Aràbia Saudita i els Estats Units, el secundà amb beneplàcit, i el LNA declarà que Grècia "hauria de consolidar una ZEE amb l'únic òrgan legislatiu triat democràticament a Líbia, la Cambra de Representants" i el Departament d'Estat declarà que fomentava la solució pacífica de les controvèrsies. Així mateix, Manfred Weber, cap del Partit Popular Europeu, el major partit del Parlament Europeu, acollí amb satisfacció l'acord entre Egipte i Grècia com un esdeveniment positiu que "enforteix l'estabilitat de la Mediterrània oriental", i instà la Unió Europea que "es mantingués ferma amb Grècia" contra el que qualificà d'intents turcs que "soscaven el dret internacional a la regió". En resposta a això, Turquia anuncià l'endemà que reprenia els estudis sísmics al sud de Castellroig.

### Oleoducte d'EastMed
El 2 de gener del 2020, els representats de Grècia, Xipre i Israel-Palestina van signar un acord per a construir l'oleoducte d'EastMed. El gasoducte planejat transportarà gas natural des de la mar de Llevant fins a Grècia i des d'allí a Itàlia i a la resta d'Europa. L'experta en energia Brenda Schaffer interpreta que l'oleoducte d'EastMed (que es preveu que podrà proveir el 10% de les necessitats de gas d'Europa i disminuirà la dependència de Rússia) és un intent conjunt d'excloure a Turquia del club de gas "Club Med", i la decisió de signar l'acord sobre el gasoducte es va prendre en resposta a l'acord turcoGNA.

### Regions d'informació de vol
A diferència de les qüestions descrites fins ara, la qüestió de les regions d'informació de vol no afecta pas els drets de sobirania dels dos estats en sentit estricte. Una FIR és una zona de responsabilitat assignada a un estat en el marc de l'Organització d'Aviació Civil Internacional. Es relaciona amb la responsabilitat de regular l'aviació civil. Una FIR pot estendre's més enllà de l'espai aeri d'un país, és a dir, sobre zones d'alta mar, o en alguns casos fins i tot sobre l'espai aeri d'un altre país. No confereix a l'estat responsable el dret de prohibir els vols d'aeronaus estrangeres; no obstant això, les aeronaus estrangeres estan obligades a presentar plans de vol a les autoritats que administren la FIR.
S'han plantejat dues controvèrsies diferents sobre el control dels vols a l'Egeu: la qüestió d'una revisió proposada unilateralment de la demarcació de la FIR i la qüestió dels drets i obligacions que es deriven de la FIR respecte als vols militars en contraposició als civils.

#### Demarcació
En virtut d'un acord signat el 1952, tot l'espai aeri sobre l'Egeu, fins al límit de l'espai aeri nacional de Turquia, ha estat assignat a la FIR d'Atenes, administrada per Grècia. Poc després de la crisi de Xipre del 1974, Turquia intentà canviar unilateralment aquest acord, emetent una notificació als aviadors (NOTAM), en la qual declarava que es faria càrrec de l'administració de la meitat oriental de l'espai aeri de l'Egeu, inclòs l'espai aeri nacional de les illes gregues d'aquesta zona. Grècia va respondre amb una declaració rebutjant aquest moviment i declarant la zona en disputa insegura per a l'aviació a causa de les reclamacions conflictives a l'autoritat. Això va conduir a una certa pertorbació de l'aviació civil en la zona. Turquia canvià més tard la seva postura i des de 1980 ha tornat a reconèixer la FIR d'Atenes en la seva demarcació original. En la pràctica, la demarcació de la FIR ja no és una qüestió controvertida.

#### Vols de l'exèrcit turc
A partir de 2009, la controvèrsia actual sobre la FIR rau en la qüestió de si les autoritats gregues tenen dret a supervisar les activitats de vol no sols civils sinó també militars en les parts internacionals de l'espai aeri de l'Egeu. D'acord amb la pràctica internacional comuna, les aeronaus militars normalment presenten plans de vol a les autoritats de la FIR quan es desplacen per l'espai aeri internacional, igual que les aeronaus civils. Turquia es nega a fer-ho, citant la carta de l'OACI del 1948, que restringeix explícitament l'abast dels seus reglaments a les aeronaus civils, argumentant que, per tant, la pràctica d'incloure les aeronaus militars en el mateix sistema és opcional. Grècia, en canvi, sosté que és obligatòria sobre la base de reglaments posteriors de l'OACI, que, segons afirma, han conferit als estats la facultat de dictar restriccions de més llarg abast en interès de la seguretat de l'aviació civil.
Aquest desacord ha tingut conseqüències pràctiques similars a les de la qüestió de les 6 enfront de les 10 milles d'espai aeri nacional, ja que Grècia considera que tots els vols militars turcs no registrats davant les seves autoritats de la FIR són transgressions de les normes internacionals de trànsit aeri, i rutinàriament té els seus propis avions de la força aèria que intercepten als turcs. En la percepció popular de Grècia, la qüestió dels vols turcs en la part internacional de la FIR d'Atenes es confon sovint amb la de les intrusions turques en el controvertit cinturó exterior de 4 milles de l'espai aeri grec. No obstant això, en l'ús oficial acurat, les autoritats i els mitjans de comunicació grecs distingeixen entre les "violacions" (παραβιάσεις) de l'espai aeri nacional i les "transgressions" (παραβάσεις) de les normes de trànsit, és a dir, de la FIR.
Una de les maniobres rutinàries d'intercepció provocà un accident mortal el 23 de maig del 2006. Dos F-16 turcs i un F-4 de reconeixement volaven en l'espai aeri internacional sobre l'Egeu meridional a 27.000 peus (8.200 m) sense haver presentat plans de vol a les autoritats gregues de la FIR. Van ser interceptats per dos F-16 grecs enfront de la costa de l'illa grega de Kàrpathos. Durant el simulacre de "baralla de gossos", un F-16 turc i un F-16 grec van xocar en l'aire i posteriorment es van estavellar. El pilot de l'avió turc va sobreviure a l'accident, però el pilot grec va morir. L'incident també posà de relleu un altre aspecte de la qüestió del FIR, una disputa sobre les reivindicacions conflictives de responsabilitat en les operacions de recerca i rescat marítim. Segons s'informa, el pilot turc es negà a ser rescatat per les forces gregues que havien estat enviades a la zona. Després de l'incident, tots dos governs van expressar el seu interès a reactivar un pla anterior d'establir una línia directa entre els comandaments de les forces aèries de tots dos estats a fi d'evitar l'escalada de situacions similars en el futur.

## Illes

Illes per estat de desmilitarització

Illes per estat de desmilitarització

Hi ha hagut disputes relacionades amb els territoris de les pròpies illes gregues. Aquestes s'han referit a l'estatus de desmilitarització d'algunes de les principals illes de la zona; a la preocupació de Turquia pels suposats intents de Grècia d'ampliar artificialment els assentaments a illots anteriorment deshabitats; i a l'existència de suposades "zones grises", un nombre indeterminat de petites illes de sobirania indeterminada.

### Estatus de desmilitarització
La qüestió de l'estatus de desmilitarització d'algunes de les principals illes gregues es complica per una sèrie de fets. Algunes illes gregues de l'Egeu oriental, així com la regió dels estrets turcs, van ser sotmeses a diversos règims de desmilitarització en diferents tractats internacionals. Els règims es van desenvolupar amb el temps, la qual cosa donà lloc a dificultats d'interpretació dels tractats. No obstant això, l'estatus militar de les illes en qüestió no va constituir un problema greu en les relacions bilaterals fins a la crisi de Xipre del 1974, després de la qual tant Grècia com Turquia van reinterpretar les estipulacions dels tractats. Grècia, reivindicant un dret inalienable a defensar-se de l'agressió turca, reforçà les seves forces militars i de la Guàrdia Nacional a la regió. A més, Grècia manté la posició que té dret a militaritzar les seves illes en el mateix context que la resta d'Europa, on l'aplicació de l'estatus de desmilitarització a les illes i territoris cessà amb la creació de l'Organització del Tractat de l'Atlàntic Nord i el Pacte de Varsòvia; és a dir, el cessament de la desmilitarització de les illes italianes de Panteleria, Lampedusa, Lampione i Linosa, i d'Alemanya Occidental per part de l'OTAN, i el cessament de la desmilitarització de Bulgària, Romania, Alemanya Oriental i Hongria per part del Pacte de Varsòvia, i el cessament de la desmilitarització de Finlàndia. Turquia, per l'altra banda, denuncia això com un acte agressiu de Grècia i com una violació dels tractats internacionals. Des del punt de vista jurídic, es poden distingir tres grups d'illes: 
a) les illes situades enfront dels estrets turcs dels Dardanels, és a dir, Lemnos i Samotràcia; 
b) les illes del Dodecanès a l'Egeu sud-oriental; i 
c) les restants illes de l'Egeu nord-oriental (Lesbos, Quios, Samos i Icària).

#### Lemnos i Samotràcia
Aquestes illes van ser col·locades sota un estatus de desmilitarització pel Tractat de Lausana el 1923, per a contrarestar la desmilitarització simultània de la zona dels estrets turcs (els Dardanels i el Bòsfor), Imbros i Bozcaada. La desmilitarització al costat turc fou posteriorment abolida per la Convenció de Montreux sobre el Règim dels estrets de Turquia el 1936. Grècia sosté que, en substituir les seccions pertinents del tractat anterior, la convenció suprimí simultàniament també les obligacions gregues respecte a aquestes illes. En contra d'això, Turquia sosté que el tractat de Montreux no esmentava les illes i no n'ha canviat el règim. Grècia, per l'altra banda, cita les declaracions oficials turques, del llavors ministre d'Afers Exteriors de Turquia, Rustu Aras, a aquest efecte, fetes el 1936, en les quals s'assegurava a la part grega que Turquia consideraria eliminades les obligacions gregues.

#### Dodecanès
Aquestes illes van ser posades sota un estatus de desmilitarització després de la Segona Guerra Mundial pel Tractat de pau amb Itàlia del 1947, quan Itàlia les va cedir a Grècia. Itàlia no havia tingut anteriorment cap obligació amb Turquia referent a això. Turquia, al seu torn, no era part del tractat de 1947, havent estat neutral durant la Segona Guerra Mundial. Per consegüent, Grècia sosté que les obligacions que va contreure amb Itàlia i les altres parts el 1947 són res inter alios acta per a Turquia en el sentit de l'article 34 de la Convenció de Viena sobre el Dret dels Tractats, que estableix que un tractat no crea obligacions ni drets per a un tercer país i que, per tant, no se'ls pot reclamar res. Turquia sosté que l'acord de desmilitarització constitueix una condició de tractat (un objective régime), en el qual, segons les normes generals del dret dels tractats, aquesta exclusió no és vàlida.

#### Lesbos, Quios, Samos, i Icària
Les illes restants (Lesbos, Quios, Samos i Icària) van ser sotmeses a un estatus de desmilitarització parcial pel Tractat de Lausana el 1923. S'hi prohibia l'establiment de bases i fortificacions navals, però es permetia a Grècia mantenir un contingent militar limitat reclutat entre la població local, així com forces policials. Pel que fa a aquestes illes, Grècia no ha afirmat que les obligacions del tractat hagin estat formalment canviades. No obstant això, en els últims anys ha argumentat que té dret a descartar-les, invocant l'article 15 de la Carta de les Nacions Unides. Sosté que després de l'ocupació turca de Xipre septentrional i l'amenaça de guerra turca sobre la qüestió de les 12 milles, el rearmament és un acte de legítima defensa.

### "Zones grises"

#### Imia/Kardak

Imia/Kardak

La primera vegada que una controvèrsia entre els dos estats de l'Egeu abordà qüestions de sobirania real sobre els territoris fou a principis del 1996 en els petits illots estèrils d'Imia/Kardak, situats entre la cadena d'illes del Dodecanès i el territori continental de Turquia. El conflicte, desencadenat per la varada d'un vaixell mercant turc als illots, fou originalment causat per inconsistències fàctiques entre els mapes de la zona, alguns dels quals assignaven aquests illots a Grècia, i uns altres a Turquia. Els mitjans de comunicació de tots dos estats es van ocupar del tema i li van donar un gir nacionalista, abans que els dos governs tinguessin si més no temps d'arribar a una comprensió tècnica completa de la veritable situació jurídica i geogràfica. Tots dos governs van adoptar finalment una postura intransigent, afirmant públicament les seves pròpies reivindicacions de sobirania sobre els illots. El resultat fou una escalada militar, que a l'estranger es va percebre com prou desproporcionada amb la grandària i la importància de les roques en qüestió. Els dos estats van estar a la vora de la guerra durant uns dies, fins que la crisi fou desactivada amb l'ajuda de la mediació estrangera.
Durant la crisi i en els mesos següents, tots dos governs van elaborar arguments legals per a donar suport a les seves demandes de sobirania. Els arguments intercanviats es referien a la interpretació del Tractat de Lausana del 1923, que constitueix la base principal de l'estatus jurídic dels territoris de la major part de la regió, així com a uns certs tractes diplomàtics posteriors entre Turquia, Grècia i Itàlia.

#### Altres "zones grises"
Arran de la crisi d'Imia, el govern turc amplià la seva argumentació per a incloure no sols Imia sinó també un possible gran nombre d'altres illes i petites formacions al llarg de l'Egeu. Des de llavors, les autoritats turques han parlat de "zones grises" de sobirania indeterminada. Segons l'argument turc, aquests illots, si bé no es van mantenir explícitament sota sobirania turca el 1923, tampoc es van cedir explícitament a cap altre país, per la qual cosa la seva sobirania ha quedat objectivament indecisa.
El govern turc ha evitat declarar exactament quins illots desitja incloure en aquesta categoria. En diverses ocasions, fonts del govern turc han indicat que podrien incloure's illes com Pserimos, Agathonisi, Furni i Gavdos (situades al sud de Creta). La majoria d'elles, a diferència d'Imia/Kardak, havien estat innegablement en possessió grega de fet, la qual cosa mai abans havia estat impugnat per Turquia, i totes, excepte les dues últimes, tenen residents i infraestructura gregues. A més, les illes estan cobertes per tractats anteriors com el Tractat de Lausana, que defineix la sobirania turca com a limitada a un radi de 3 milles del territori continental d'Anatòlia en la majoria dels casos. En una publicació del 2004 d'autors turcs pròxims a la direcció militar turca es van enumerar les següents (entre altres, fins i tot més petites) com a zones potencialment "grises":
- Oinousses (entre Quios i la costa turca),
- Antipsara (a l'oest de les illes de Psara i Khios),
- Furni,
- Arkoi,
- Agathonisi (Gaidaros),
- Pharmakonisi,
- Kalolimnos (prop d'Imia/Kardak),
- Pserimos,
- Guialí (entre Kos i Níssiros),
- Syrna (sud-est d'Astypalaia)
- Kandheliousa (al sud de Cos),
- Vrachoi Kalogeroi (petites roques a 41 km al nord-est d'Andros)

### Vols militars
Si bé Turquia no ha intentat desafiar la sobirania grega sobre el terreny, les seves reivindicacions sobre les illes de la "zona grisa" se sumen al nombre d'incidents militars menors, ja nombrosos a causa de les 10 milles d'espai aeri i als problemes de la FIR. La Força Aèria Turca ignora rutinàriament l'espai aeri nacional grec a l'entorn de tals formacions que compta com a zones grises. Segons els informes de la premsa grega, el nombre de violacions de l'espai aeri augmentà considerablement el 2006, igual que el nombre de vols militars turcs no autoritzats que van sobrevolar directament les illes gregues. A la fi del 2008 i principis del 2009 es van renovar els informes sobre els vols militars sistemàtics de Turquia directament sobre illes gregues com Pharmakonisi i Agathonisi.
A la fi del decenni del 2010, les tensions van tornar a augmentar quan els avions de combat turcs van incrementar el nombre de vols armats directes sobre les illes gregues habitades. Si bé la majoria dels vols continuen produint-se sobre illes petites que Turquia considera "zones grises", com Agathonisi o Oinousses, també s'ha informat repetidament d'alguns incidents en illes importants i indiscutibles com Rodes, Lesbos, Quios o Leros. Aquests sobrevols es perceben a Grècia com un dels actes més provocadors de Turquia, que desafia directament la sobirania territorial grega.
El 2020, els avions de combat turcs també van començar a sobrevolar el territori continental grec, a Hebros.
Una conferència regional de ministres d'Afers Exteriors feta l'11 de maig del 2020 amb la participació de Xipre, Egipte, la Unió dels Emirats Àrabs, França i Grècia, va concloure amb una declaració conjunta en la qual es condemnava a Turquia per la seva pràctica de realitzar vols armats sobre les illes gregues habitades.

## Incidents turcs amb Frontex
Al setembre del 2009, un radar militar turc emeté un advertiment a un helicòpter letó que patrullava a l'Egeu oriental -en el marc del programa Frontex de la UE per a combatre la immigració il·legal- perquè abandonés la zona. L'Estat Major de Turquia informà que l'aeronau letona de Frontex havia violat l'espai aeri turc a l'oest de Didim. Segons un anunci de la Força Aèria Hel·lènica, l'incident es produí quan l'helicòpter de Frontex, identificat com un Agusta A109 de fabricació italiana, patrullava en l'espai aeri grec prop de la petita illa de Farmakonisi, que es troba en una de les rutes favorites dels traficants d'emigrants que els transporten principalment a Grècia i a la UE des de la costa turca. Els funcionaris de Frontex van declarar que van fer cas omís dels advertiments de Turquia, ja que no van reconèixer que es trobaven en l'espai aeri turc i van continuar amb les seves tasques.
Un altre incident tingué lloc a l'octubre del 2009 en la zona aèria sobre la mar Egea oriental, enfront de l'illa de Lesbos. El 20 de novembre de 2009, l'Estat Major de Turquia va emetre una nota de premsa en què al·legava que un avió de la Guàrdia Fronterera d'Estònia, el L-410 UVP, que s'enlairava de Cos en una missió de Frontex, havia violat l'espai aeri turc a l'oest de Söke.

## Estratègies de resolució de conflicte
En els decennis posteriors a la dècada del 1970 s'ha produït un augment i una disminució de les tensions polítiques i militars a l'Egeu. Així, a la crisi de 1987 li va seguir una sèrie de negociacions i acords a Davos i Brussel·les el 1988. Una vegada més, després de la crisi d'Imia/Kardak del 1996, s'arribà a un acord sobre les relacions pacífiques de veïnatge aconseguit en una reunió a Madrid el 1997. El període transcorregut des d'aproximadament 1999 s'ha caracteritzat per una millora constant de les relacions bilaterals.
Durant anys, la controvèrsia de l'Egeu ha estat una qüestió no sols de reivindicacions conflictives de substància. Més aviat, les estratègies proposades per a resoldre les diferències substancials han constituït en si mateixes un assumpte d'acalorada disputa. Mentre que Turquia ha preferit tradicionalment considerar tot el conjunt de temes com una qüestió política, que requereix una negociació política bilateral, Grècia els considera qüestions separades i purament jurídiques, que només requereixen l'aplicació dels principis existents del dret internacional. Turquia ha propugnat la negociació directa, amb la intenció d'establir el que consideraria una transacció equitativa. Grècia es nega a acceptar qualsevol procés que la pressioni a participar en un estira i arronsa sobre el que percep com a drets sobirans inalienables i innegociables. Fins a finals del decenni del 1990, l'única via de solució de conflictes que Grècia considerava acceptable era presentar les qüestions per separat al Tribunal Internacional de Justícia de la Haia.
L'estancament resultant entre totes dues parts respecte del procés es modificà parcialment després del 1999, quan la cimera europea de Hèlsinki obrí el camí cap a l'adhesió de Turquia a la UE. En l'acord del cim, Turquia acceptà l'obligació de resoldre les seves controvèrsies bilaterals amb Grècia abans que s'iniciessin les converses sobre l'adhesió pròpiament dita. Es considerà que això donava a Grècia un nou avantatge tàctic sobre Turquia per a determinar quins camins de resolució de conflictes triar. Durant els anys següents, tots dos estats van mantenir converses bilaterals regulars a nivell d'especialistes tècnics, tractant de determinar possibles procediments futurs. Segons els informes de premsa, totes dues parts semblaven estar prop d'un acord sobre com sotmetre la disputa a la cort de la Haia, un pas que hauria satisfet moltes de les antigues demandes de Grècia. No obstant això, un govern grec recentment elegit sota la direcció de Kostas Karamanlis, poc després d'assumir el càrrec al març del 2004, optà per no seguir aquest pla, perquè Ankara insistia que totes les qüestions, incloses les d'Imia/Kardak i les "zones grises", pertanyien a un sol punt de negociació. Atenes les veia com a separades. No obstant això, la política grega es va mantenir a l'avantguarda en la defensa d'uns vincles més estrets entre Ankara i la UE. Això donà lloc al fet que la Unió Europea obrís finalment les converses d'adhesió amb Turquia sense que s'haguessin complert les seves exigències anteriors.